# Fundulus

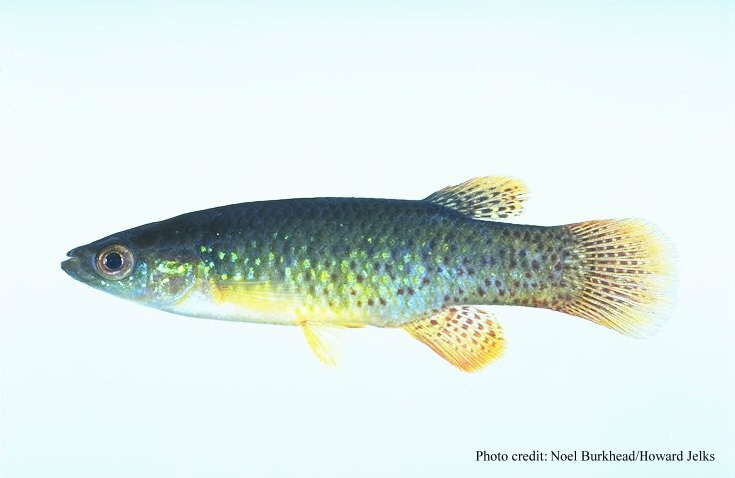
Fundulus chrysotus

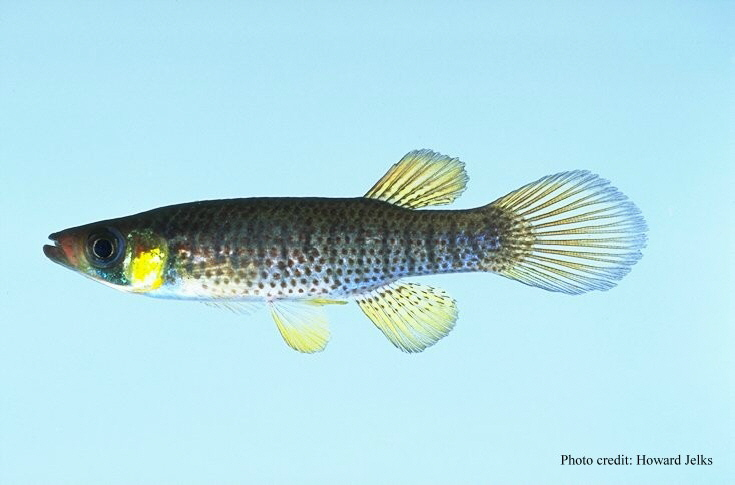
Fundulus escambiae

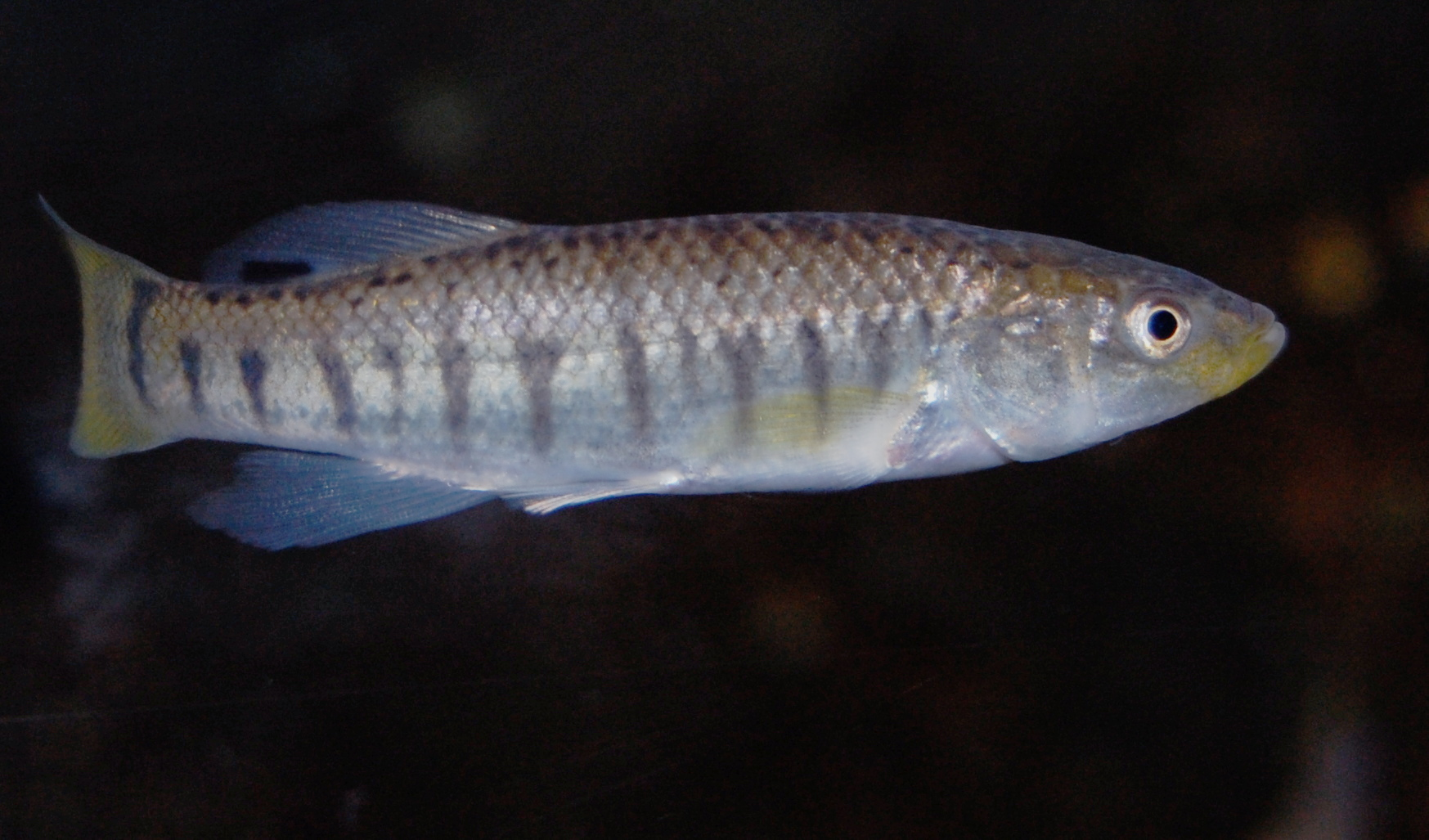
Mascle de Fundulus majalis

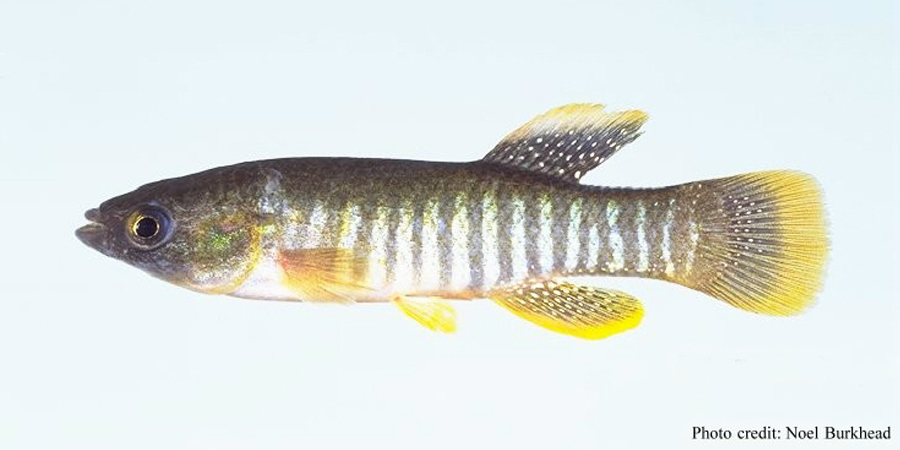
Fundulus grandis

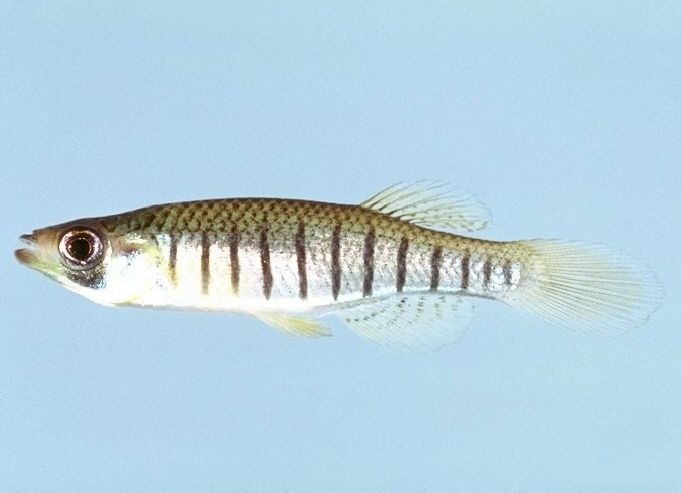
Fundulus lineolatus

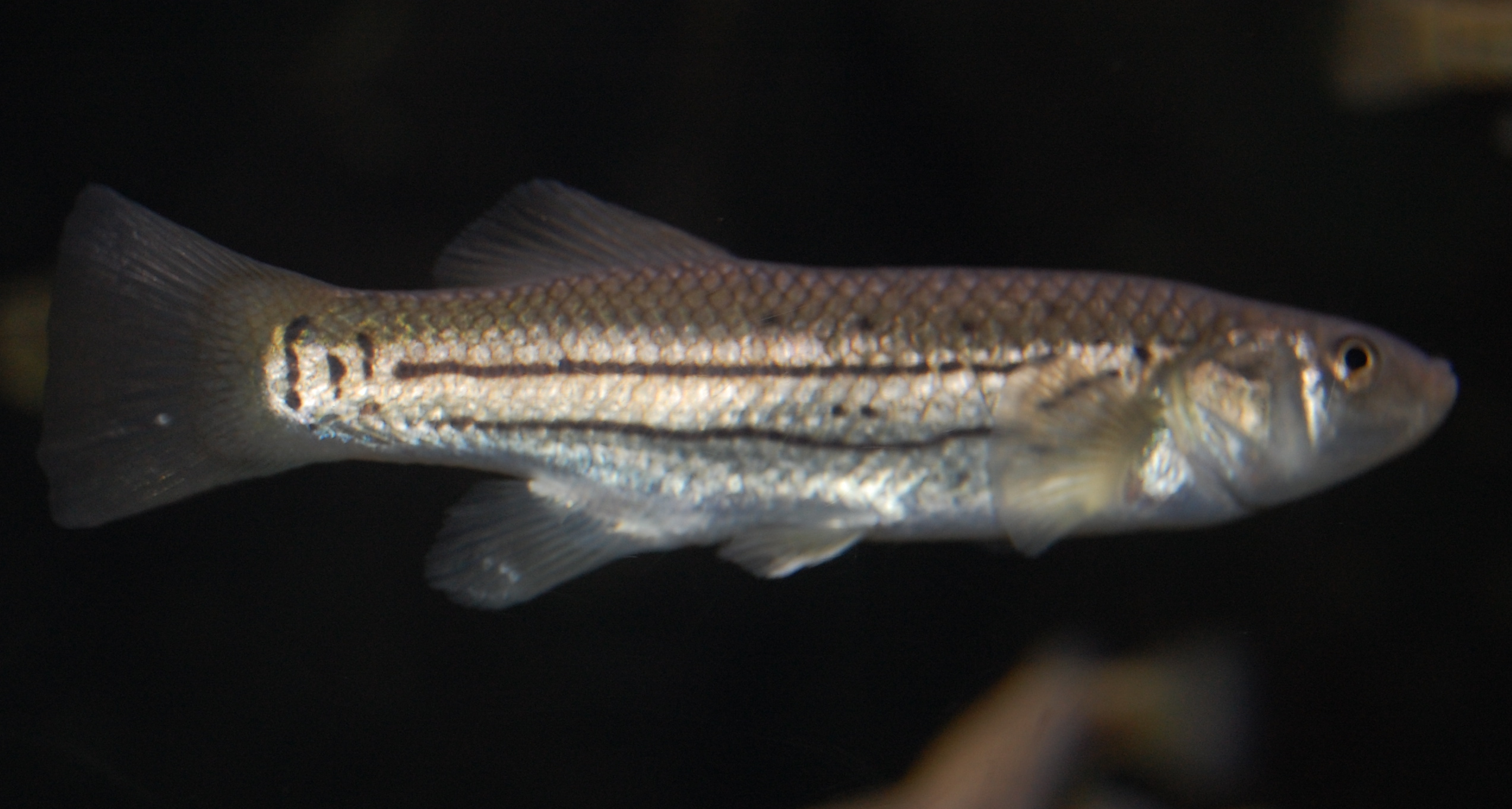
Femella de Fundulus majalis

Fundulus és un gènere de peixos de la família dels fundúlids i de l'ordre dels ciprinodontiformes.

## Taxonomia
- Fundulus albolineatus (Gilbert, 1891).
- Fundulus auroguttatus (Hay, 1885).
- Fundulus bermudae (Günther, 1874).
- Fundulus bifax (Cashner & Rogers, 1988).
- Fundulus blairae (Wiley & Hall, 1975).
- Fundulus catenatus (Storer, 1846).
- Fundulus chrysotus (Günther, 1866).
- Fundulus cingulatus (Valenciennes, 1846).
- Fundulus confluentus (Goode i Bean, 1879).
- Fundulus diaphanus (Lesueur, 1817).
- Fundulus dispar (Agassiz, 1854).
- Fundulus escambiae (Bollman, 1887).
- Fundulus euryzonus (Suttkus & Cashner, 1981).
- Fundulus grandis (Baird & Girard, 1853).
- Fundulus grandissimus (Hubbs, 1936).
- Fundulus heteroclitus (Linnaeus, 1766).
- Fundulus jenkinsi (Evermann, 1892).
- Fundulus julisia (Williams & Etnier, 1982).
- Fundulus kansae (Garman, 1895).
- Fundulus lima (Vaillant, 1894).
- Fundulus lineolatus (Agassiz, 1854).
- Fundulus luciae (Baird, 1855).
- Fundulus majalis (Walbaum, 1792).
- Fundulus notatus (Rafinesque, 1820).
- Fundulus notti (Agassiz, 1854).
- Fundulus olivaceus (Storer, 1845).
- Fundulus parvipinnis (Girard, 1854).
- Fundulus persimilis (Miller, 1955).
- Fundulus pulvereus (Evermann, 1892).
- Fundulus rathbuni (Jordan & Meek, 1889).
- Fundulus relictus (Able & Felley, 1988).
- Fundulus rubrifrons (Jordan, 1880).
- Fundulus saguanus (Rivas, 1948).
- Fundulus sciadicus (Cope, 1865).
- Fundulus seminolis (Girard, 1859).
- Fundulus similis (Baird & Girard, 1853).
- Fundulus stellifer (Jordan, 1877).
- Fundulus waccamensis (Hubbs & Raney, 1946).
- Fundulus zebrinus (Jordan & Gilbert, 1883).[2][3]